# 폭싹 속았수다
《폭싹 속았수다》(영어: When Life Gives You Tangerines)는 2025년 3월 7일부터 2025년 3월 28일까지 공개된 넷플릭스 금요드라마다. 이는 로맨스 일상물 TV 드라마로, 임상춘이 극본을 쓰고 김원석이 연출을 맡았으며, 아이유, 박보검, 문소리, 박해준이 출연한다. 이 드라마는 2025년 3월 7일부터 28일까지 넷플릭스를 통해 공개되었다.
또, 국내외에서 큰 인기를 끌며 연기, 각본, 연출에 대한 찬사를 받았고, 한국적 정서에 뿌리를 둔 향수와 따뜻함을 자아낸다는 점에서 박보검이 출연했던 2015–2016년의 명작 시대극 《응답하라 1988》과 긍정적으로 비교되었다.

## 기획의도
제주 바닷가의 작은 마을에서 자라난 두 아이가 있었다. 한 명은 당차고 요망한 성격의 소녀였고, 다른 한 명은 무쇠처럼 우직하고 단단한 소년이었다. 성격은 서로 달랐으나, 함께 웃고 다투며 서로의 곁에서 천천히 성장해 나갔다. 넘어지고 좌절하는 순간마다 다시 일어서기를 반복하며, 두 사람의 삶은 점차 방향을 잡아갔다. 세월이 흐른 뒤, 그들의 마음은 조용히 하나의 결을 이루기 시작한다.

## 등장인물

### 애순 관식 가족
- 이지은 : 오애순 역 (아역 : 최여원, 김태연, 윤서연 중년, 노년 : 문소리) - ‘요망진 알감자’(‘요망지다’는 제주어로 ‘야무지다’를 의미한다.) 같은 반항아. 여러모로 야무져야 하는 상황이지만 반항할 때마다 목소리는 염소처럼 떨리는 간 작은 문학소녀이기도 하다. 조금 덜 가졌지만 그늘지지 않은 아이. 햇빛 한 줄 안 내주는 야박한 담벼락 그늘 밑에서도 기필코 해를 향해 고개를 반짝 쳐들고 있는 풀꽃처럼 요망진 인물이다. 학교조차 다니지 못할 상황에서도 시인을 꿈꾸는, 울 때도 숨김없고 웃을 땐 온 바다에 울리게 웃는 당차고 야무진 캐릭터다.
- 박보검 : 양관식 역 (아역 : 이천무, 문우진, 중년 : 박해준) - 양씨 집안의 4대 독자. 말없이 단단한 ‘무쇠’ 같은 인물. 날마다 부지런하고 성실한 인물로, 지극한 성실함이 얼마나 위대한 무기인지 아는 ‘영특한 무쇠’다. 그러나 연애엔 물복숭아라 애순이가 웃어도 고장나고, 울어도 고장난다. 그래도 충심 역시 무쇠라 처음부터 간도 안 보고 오로지 애순이만 사랑하고 존중하는 묵언의 전사다. 시대를 핑계 삼아 뻔하게 흘러갈 수 있던 애순의 일생일대 기로마다 핸들을 틀고, 사이드브레이크를 당기고, 때론 액셀을 밟아버린다.
- 이지은 : 양금명 역 - 관식과 애순의 딸, 첫째. 1968년생. (아역 : 신채린, 안태린, 이아라)
- 강유석 : 양은명 역 - 관식과 애순의 장남, 둘째. 1973년생. (아역 : 최원, 이채현, 이우석)
- 신새벽 : 양동명 역 - 관식과 애순의 차남, 셋째. 1974년생. 1978년 8월 18일, 태풍 치던 날에 사고로 3살 나이에 사망한다.

### 애순 관식 손주들
- 윤서진 : 박새봄 역 (아역: 경하윤)
- 김강훈 : 양제일 역 (아역: 신현서, 김인우, 16회)
- 손예린, 이주연 : 양영원 역 (아역: 김라희, 박가율, 송승아, 강리아)

### 애순의 가족
- 나문희 : 김춘옥 역 - 애순의 할머니
- 염혜란 : 전광례 역 - 애순의 어머니
- 정해균 : 오한무 역 - 일찌기 유명을 달리한 광례의 전 남편 오한규의 동생. 애순의 작은아버지
- 오정세 : 염병철 역 - 애순의 새 아버지이자 광례의 재혼한 남편 (1회~2회, 6회)
- 엄지원 : 나민옥 역 - 병철의 새 아내 (2회, 4회, 6회)
- 이연주 : 염순남 역 - 애순의 동생 (8~12세: 최혜서)
- 최지혁 : 염순봉 역 - 애순의 동생 (13세: 이시우)
- 오연재 : 현이숙 역
- 조명연 : 오종구 역 (아역: 강규림)
- 변중희 : 김춘심 역
- 현승진 : 오종미 역 (아역: 김시하)

### 관식의 가족
- 김용림 : 박막천 역 - 관식의 할머니이자 마을의 무당
- 오민애 : 권계옥 역 - 관식의 어머니
- 서혜원 : 양경옥 역 - 관식의 동생이자 금명의 고모 (아역 : 김세아)
- 유병훈 : 양삼보 역 - 관식의 아버지

### 잠녀 3인방
- 차미경 : 박충수 역
- 이수미 : 최양임 역
- 백지원 : 홍경자 역

### 상길네
- 최대훈 : 부상길 역 - 애순의 맞선남, 도동리 부계장 (78년 계장 선거에서 계장이 되고 애순이 부계장이 된다.)
- 장혜진 : 박영란 역 (젊은 시절: 채서안)
- 이수경 : 부현숙 역 - 상길과 영란의 딸 (아역 : 최하윤)
- 문유강 : 부오성 역 (아역: 박준서)
- 전민우 : 부한음 역
- 허진 : 고을남 역 - 상길의 어머니 역

### 금명 주변 인물
- 이준영 : 박영범 역 - 금명의 남자친구, 차관집 장남
- 故강명주 : 윤부용 역 - 영범의 어머니
- 김선호 : 박충섭 역 - 극장 간판 그림을 그리는 화가, 일명 깐느 극장 지하실 피카소, 금명의 남편 (9회, 11회~16회)

### 그 외 인물
- 이규회 : 박금명 역 - 영범의 아버지
- 표영서 : 오예림 역
- 김수연 : 민선 역
- 김계림 : 주경 역
- 남권아 : 제니네 가정부 역 - 제니의 집에서 일하고 있는 가사도우미, 제니 어머니와는 모종의 관계로 얽혀있다.
- 김수안 : 오제니 역 - 금명이 불법 과외를 맡았던 학생 (7회~8회)
- 김금순 :김미향 역
- 김재영 : 제니 운전사 역 (7회)
- 김국희 : 교수 역 (8회)
- 전배수 : 송영삼 역 - 유학을 마친 금명이 하숙하고 있는 집 주인 (10회)
- 정이서 : 송부선 역 - 영삼의 딸, 아버지 몰래 충섭과 연애중이었다.
- 유도윤 : 송영삼 아들 역
- 이지현 : 분희 역 - 중고책 및 제본 가게를 운영중이다.
- 김해곤 : 김해봉 역 - 깐느 극장 사장 (9회, 11회, 13회)
- 하은섬 : 매점 아줌마 역
- 김동곤 : 영사기사 역

### 부산 사람들
- 신미영 : 부산 금은방 주인 (2회~3회)
- 강말금 : 부산 남포장 여관 여 주인 역 (2회~3회)
- 김영웅 : 박봉남 역 - 부산 남포장 여관 남 주인 (2회~3회)
- 장서영 : 혜숙 역
- 김가희 : 흰리본 아가씨 역
- 박성훈, 서문호 : 경찰 1, 2 역

### 도동리 사람들
- 박병호 : 점방 하르방 역 - 애순 월새방 주인 하르방
- 송광자 : 할망 역
- 미상 : 박철용 역
- 진미사 : 원복 역
- 정선철 : 박씨 역
- 황재열 : 애순 담임 역
- 김준 : 이만기 역
- 박재윤 : 은명 담임 역
- 전진오 : 선장 역
- 한미자 : 창문 여는 할머니 역
- 전규일 : 청춘 사진관 사진사 역
- 서영삼 : 교감 선생님 역
- 윤종구 : 이삿짐 센터 역
- 박연하 : 장터 손님 역

### 기타
- 강정우 : 혜란 아빠 역
- 한보라 : 혜란 엄마 역
- 염혜란 : 클로이 H. 리(이혜란) 역 - 출판사 편집장 (아역: 한서희)
- 이지현 : 현자 역
- 조경현 : 공범 역
- 김성령 : 정미인 역 - 여배우, 과거 관식 덕분에 새 삶을 살게 되었다. (11회, 13회, 15회)
- 현봉식 : 미인의 매니저 실장 역 (15회)
- 황미영 : 극장 관객 역
- 이봉련 : 한지희 역 - 금명이 입원한 응급실 간호사 (11회)
- 정마린 : 김춘례 역
- 이선 : 분만실 의사 역
- 백선우 : 분만실 수간호사 역
- 백수련 : 정공례 역
- 요양원 어르신 (권영국, 권영철, 윤이남, 조희자, 김춘심, 박분례, 오영순, 임명희. 최영숙, 정영순)
- 커플 남, 녀 (한명환, 김민지)
- 유미란 : 한복집 주인 역
- 남성 팬 (윤현식, 양지훈)
- 박부건 : 강석삼 역
- 송나영 : 매니저 역
- 변중희 : 춘심 역

### 특별출연
- 이미도 : 미숙 역 - 78년 풍기문란 단속에서 걸린 사교댄스 여인, 상길의 내연녀 (5회, 7회, 14회, 16회)

## 에피소드 목록

### 1막
방영 공개: 2025년 3월 7일
- 1: 호로록 봄(Spring in a Heartbeat)
- 2: 요망진 첫사랑(Sassy First Love)
- 3: 예스터데이. "그들의 봄은...(Yesterday Was Your Spring)
- 4: 꽈랑꽈랑 여름(The Blazing Summer Sunshine)

### 2막
방영 공개: 2025년 3월 14일
- 5: 한여름 밤의 만선(A Midsummer Night's Full Nets)
- 6: 살민 살아진다(Life Goes On and On)
- 7: 자락자락 가을(A Fruitful Fall)
- 8: 변하느니, 달이요, 마음이야 늙게는가(The Moon Wanes, Yet the Young Heart Remains)

### 3막
방영 공개: 2025년 3월 21일
- 9: 바람은 왱왱왱 마음은 잉잉잉(The Wind Goes Whoosh, My Heart Goes Boo-Hoo)
- 10: 품 안의 바람 품안의 사랑(The Storm Sweeps My Heart, the Love Rocks My Heart)
- 11: 내 사랑 내 곁에(My Love by My Side)
- 12: 펠롱펠롱 겨울(A Glistening Winter)

### 4막
방영 공개: 2025년 3월 28일
- 13: 그추룩 짝사랑(Such an Uneven Love)
- 14: 훨훨 날라, 훨훨 날아 보켜(Spread Your Wings and Fly)
- 15: 만날 봄(A Spring Every Day)
- 16: 폭싹 속았수다(Here's to All You've Been Through)

## 제작

### 촬영지
이 시리즈는 '인생(Life)'이라는 가제 하에 기획되었으며, 김원석 감독이 연출하고, 임상춘 작가가 집필을 맡아 2019년 KBS 드라마 《동백꽃 필 무렵》 오랜만에 복귀한 작품이다. 2022년 12월 미술감독 류성희가 본 프로젝트에 참여 중임을 밝히기도 했다. 제작비는 약 600억 원으로 알려져 있으며, 제주뿐 아니라 2023년에는 안동에서도 촬영이 진행되었다.

### 캐스팅
2023년 1월 27일 아이유와 박보검이 각각 주인공 애선과 관식 역으로 캐스팅 확정되었다. 이는 2018년 tvN 드라마 《나의 아저씨》 이후 김원석 감독과 아이유의 두 번째 협업이다. 이어 1월 30일에는 문소리와 박해준이 각각 애선과 관식의 중년 역할로 출연을 확정지었으며, 박해준은 이번 작품을 통해 김원석 감독과 네 번째로 함께하게 되었다.
최대훈은 2023년 10월에 캐스팅이 확정되었고, 본격적인 촬영은 3월부터 시작된 것으로 알려졌다. 첫 대본 리딩은 같은 해 3월에 진행되었으며, 이 자리에서 나문희, 김용림, 이준영의 출연도 함께 공개되었다. 이수경은 5월, 백지원은 그 다음 달인 6월에 출연이 확정되었고, 7월에는 오정세의 합류가 발표되었으며 김선호는 특별 출연으로 참여했다. 이어 8월에는 정이서, 9월에는 이수미와 염혜란의 출연 소식이 전해졌다.

### 제주어와 표준어 제목
2023년 1월 27일 본 작품의 원제인 《폭싹 속았수다》가 공개되었다. 제목은 제주어 동사로, '수고 많으셨습니다' 또는 '고생하셨습니다'라는 의미를 담고 있다. 제주어에서 '속다'는 '애쓰다', '수고하다', '고생하다'라는 뜻으로 사용되며, '속았수다'는 이러한 의미를 내포한다. 흥미롭게도, 이 단어는 표준어의 '속다'(속임을 당하다, 기만당하다)와 형태는 같지만 의미가 전혀 달라, 제목이 표준어로는 '완전히 속았다'로 오해될 소지도 있다.

### 다른 언어 제목
영문 제목 《When Life Gives You Tangerines》는 2023년 1월 30일에 공개되었으며, 이는 속담 "When life gives you lemons, make lemonade"(시련을 기회로 삼아라)를 재치 있게 변형한 표현이다. 다만, 제주도에서 재배되는 과일은 레몬이 아닌 귤(감귤)이다.
중문 제목인 《苦盡柑來遇見你》(Kǔjìngānlái Yùjiànnǐ)는 "고생 끝에 낙이 온다"는 뜻의 중국 속담 《苦盡甘來》(Kǔjìngānlái)를 변형한 것으로, 이때 원래의 '달다'를 뜻하는 한자 '甘(gān)' 대신, 발음이 같은 '감귤'을 뜻하는 柑(gān)을 사용하여 언어유희를 더했다. 제목은 직역하면 "고생 끝에 드디어 당신을 만나다"라는 의미를 지닌다.
연합뉴스에 따르면, 넷플릭스 글로벌라이제이션팀 관계자는 "영문 제목을 정할 때에는, 원제에 담긴 창작자의 의도와 문화적 뉘앙스를 영어권 문화에 맞게 현지화하는 것이 목표"라고 밝혔다.

## 수상 목록
- 2025년 제61회 백상예술대상 방송부문 극본상 (임상춘)
- 2025년 제61회 백상예술대상 방송부문 남자 조연상(최대훈)
- 2025년 제61회 백상예술대상 방송부문 여자 조연상(염혜란)
- 2025년 제61회 백상예술대상 방송부문 드라마 작품상
- 2025년 제4회 청룡시리즈어워즈 여우조연상 (염혜란)
- 2025년 제4회 청룡시리즈어워즈 업비트 인기스타상 (아이유)
- 2025년 제4회 청룡시리즈어워즈 업비트 인기스타상 (박보검)
- 2025년 제4회 청룡시리즈어워즈 여우주연상 (아이유)
- 2025년 제4회 청룡시리즈어워즈 대상 (폭싹 속았수다)